# 陈锺英
陈锺英（1824年—1880年），字怀庭，一作槐庭，湖南衡山人，清朝地方官。道光己酉科举人。

## 生平
曾任浙江富阳、安吉、乌程、嘉善、兰溪、黄岩、鄞县知县。著有《知非斋诗钞》、《平浙纪略》（同治十二年浙江书局刊刻）。纂修《黄岩县志》。

## 家庭
夫人：赵细琼，江苏阳湖人，道光六年进士赵仁基之女，赵烈文之姊。
- 长子陈鼎，光绪六年进士、翰林院编修
- 二子陈范，光绪十五年（1889年）举人，为清末民初著名报人[2]。
- 三子陈韬，光绪年间举人。
- 女儿陈德懿